# Calydna lusca
Calydna lusca är en fjärilsart som beskrevs av Charles Andreas Geyer 1826. Calydna lusca ingår i släktet Calydna och familjen Riodinidae. Inga underarter finns listade i Catalogue of Life.